# Йозеф Маркс
Йозеф Руперт Рудольф Маркс (нім. Joseph Rupert Rudolf Marx; 11 травня 1882, Ґрац — 3 вересня 1964, Відень) — австрійський композитор, педагог, музичний критик.

## Біографія
Музичну освіту здобув в Ґраці. У 1914—1952 роках — професор теорії музики та композиції Віденської академії музики і сценічного мистецтва, в 1922—1925 роках — її директор, а в 1924—1927 роках — ректор. У 1927—1930 роках одночасно викладав композицію в Анкарі. Серед численних учнів Маркса — Йоганн Непомук Давид, Асен Найдьонов, Фінн Гефдінг і Єні Такач. У 1930—1938 і 1947—1964 роках був головою Австрійської спілки композиторів. Почесний член Австрійської академії наук.

## Творчість
Під впливом музики Гуґо Вольфа почав писати романси і пісні, які принесли йому популярність (вокальний цикл «Просвітлений рік», 1932 та інші). В оркестрових творах Маркса очевидні зв'язки з пізнім романтизмом, з музикою М. Римського-Корсакова й О. Скрябіна. Постійно друкувався у віденській пресі (в 1931—1938 музичний критик в «Neues Wiener Journal»).